# Liste des sénateurs belges (législature 1904-1908)
Pour les articles homonymes, voir Liste des sénateurs belges.

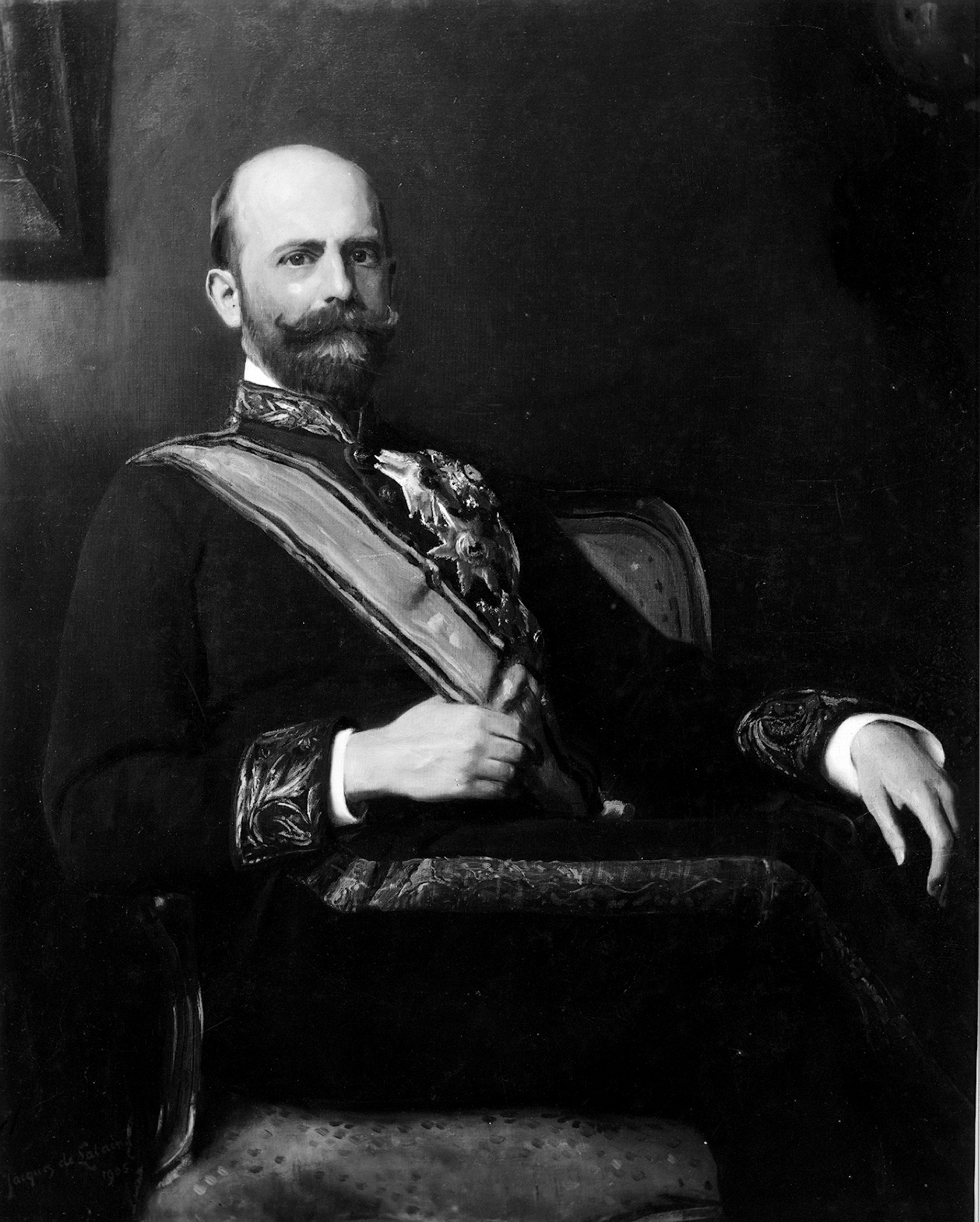
Le comte Henri de Mérode-Westerloo, président du sénat

Liste des sénateurs pour la législature 1904-08 en Belgique, à la suite des élections législatives par ordre alphabétique.

## Président
- Henri de Merode-Westerloo

## Membres

### élus
1. Victor Allard[1] (arr. Bruxelles)

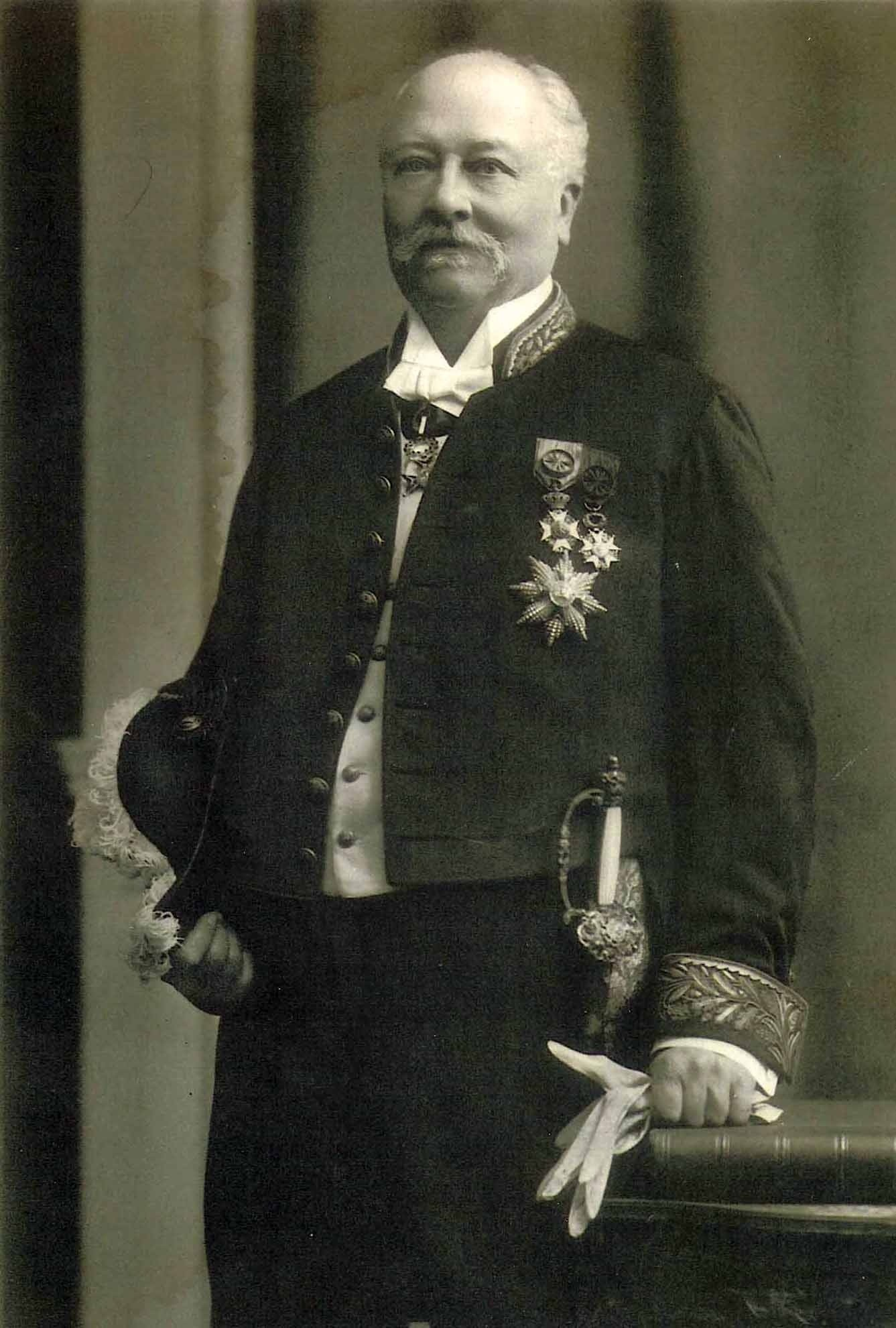
Victor Allard, sénateur de Bruxelles

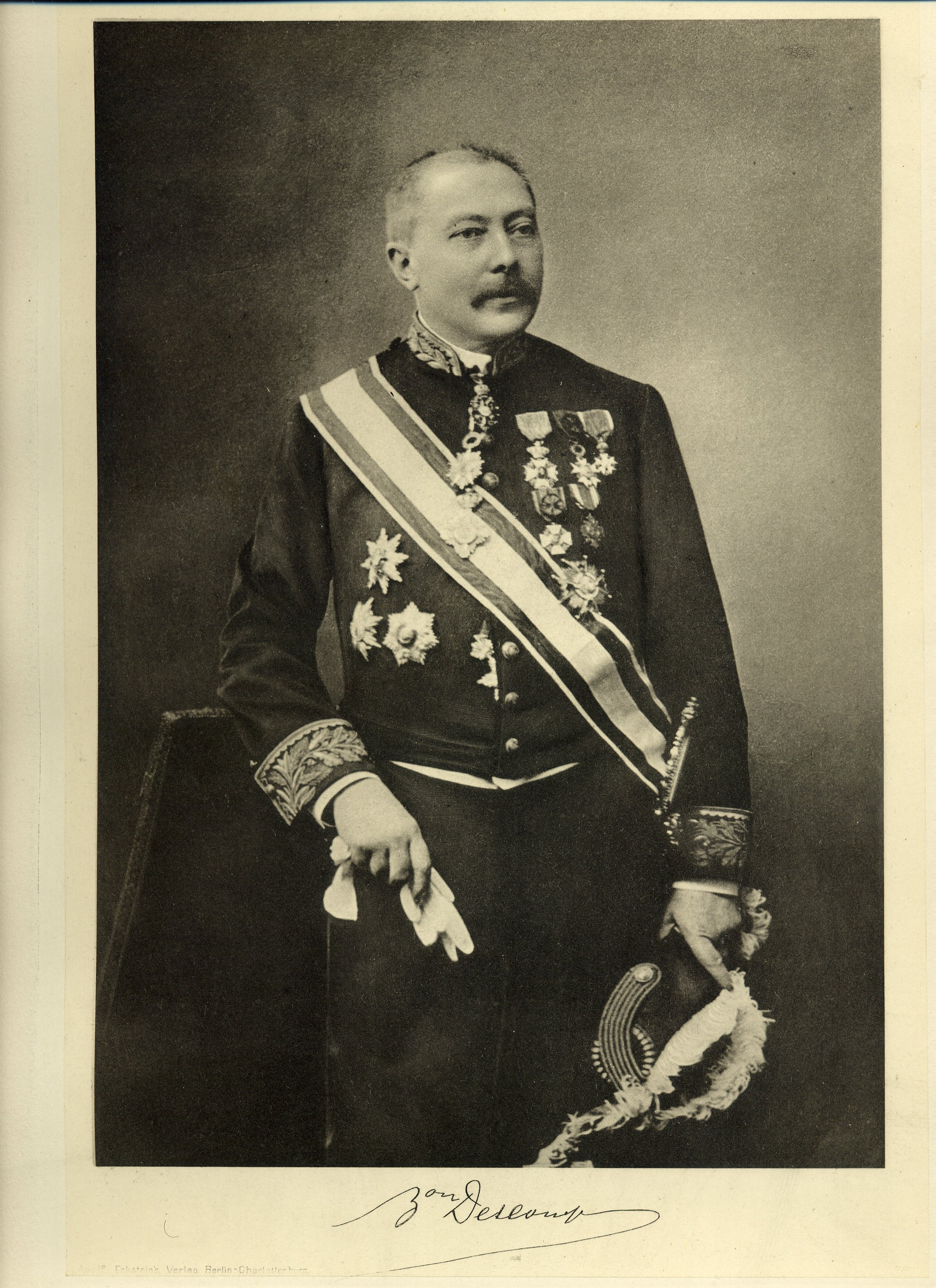
Chevalier Descamps (1900), sénateur de l'arrondissement de Louvain

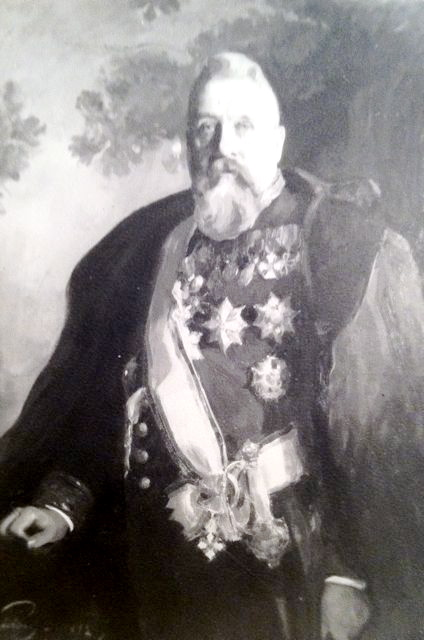
Le baron Orban de Xivry, sénateur des arrondissements de la province de Luxembourg

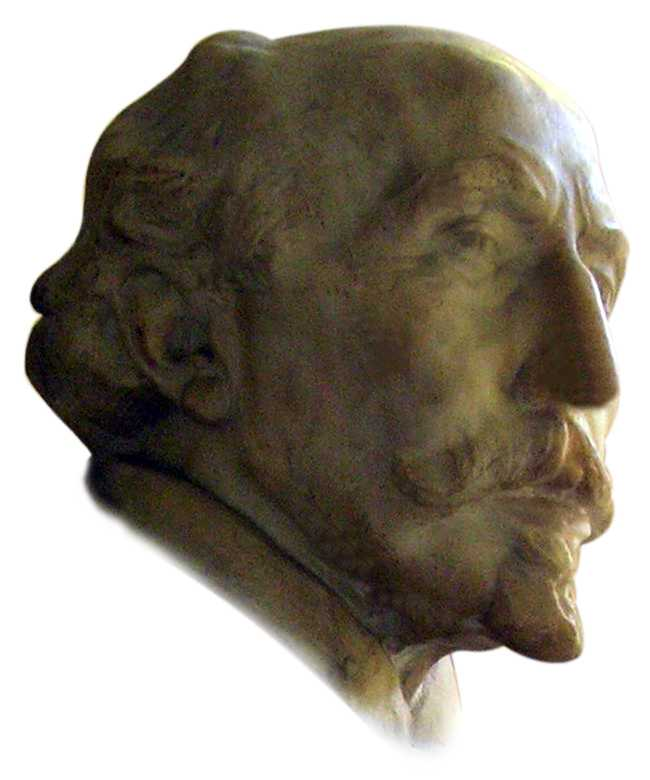
Edmond Picard (1918), sénateur de la province de Hainaut

2. baron Alfred Ancion (arr.Huy-Waremme)
3. Jules Audent (arr. Charleroi-Thuin)
4. Ernest Bergmann[1] (arr. Malines-Turnhout)
5. Hyacinthe Bernaeijge (arr.Audenarde-Alost)
6. Gustave Boël (arr. Mons-Soignies)
7. Charles Boëyé (arr. Termonde-Saint-Nicolas; libéral) (+ 20.09.1907) remplacé par Léon de Bruyn[2]
8. Conrad Braun[1] (arr. Bruxelles; catholique)
9. Joseph Brulé[1] (arr. Nivelles)
10. Alfred Chevalier[1] (arr. Mons-Soignies; libéral)
11. Philibert Clément (arr.Liège)
12. Léon d'Andrimont-de Moffarts (arr. Verviers) (+ 9.04.1905)
13. Florimond de Brouchoven de Bergeyck (arr. Termonde-Saint-Nicolas) (+ 3.01.1908) remplacé par Honoré Limpens (nl) (arr. Termonde-Saint-Nicolas) (+ 13.5.1908)
14. comte Charles de Hemricourt de Grunne (arr. Hasselt-Tongres-Maaseik)
15. vicomte Fernand de Jonghe d'Ardoye[1], questeur (arr.Roulers-Tielt; catholique)
16. Eugène de Kerchove d'Exaerde[1] (arr. Audenarde-Alost)
17. Edgard de Kerchove d'Ousselghem (arr. Gand-Eeklo; catholique)
18. Jean-Alfred de Lanier[1] (arr.Bruges)
19. comte Thierry de Limburg Stirum[1] (arr. Furnes-Dixmude-Ostende)
20. comte Ferdinand de Marnix de Sainte-Aldegonde[1] (arr. Bruxelles)
21. Raymond de Meester de Betzenbroeck[1] (arr. Malines-Turnhout) (+ 30.01.1907) remplacé par Charles Cools
22. comte Werner de Merode (arr. Charleroi-Thuin)
23. comte Henri de Mérode-Westerloo[1], président (arr.Malines-Turnhout)
24. Gabriel de Moriamé de Suarlée[1] (arrts de Namur) (+1906)
25. Émile De Mot[1] (arr. Bruxelles)
26. Maurice de Ramaix[1] (arr.Anvers)
27. comte Jean de Renesse
28. comte Adolphe Christyn de Ribaucourt, 1er secrétaire (arr. Termonde-Saint-Nicolas)
29. Vital De Ridder[1] (arr. Courtrai-Ypres)
30. chevalier Édouard Descamps[1] (arr. Louvain)
31. Oscar de Séjournet (arr. Tournai-Ath)
32. baron Walthère de Selys Longchamps[1] (arr. Namur-Dinant-Philippeville)
33. baron Adhémar de Steenhault de Waerbeeck[1] (arr. Bruxelles; catholique) (démissionne 16.12.1905) remplacé par le comte Hippolyte d'Ursel
34. baron Gaston de Vinck[1] (arr. Courtrai-Ypres)
35. baron Alfred de Vinck de Winnezeele[1] (arr. Anvers)
36. Joseph Devolder[1] (arrts du Luxembourg; catholique)
37. Adolphus Devos (arr. Gand-Eeklo)
38. baron Albert d'Huart[1] (arrts de Namur)
39. Richard Lamarche (arr.Liège)
40. Eugène Dumont de Chassart[1] (arr. Nivelles) (+ 17.02.1908) remplacé 31.3.1908 par Léon Pastur
41. Émile Dupont (arr. Liège) 2e vice-président
42. Georges Dupret[1] (arr. Bruxelles)
43. Alfred Février[1] (arr. Namur-Dinant-Philippeville)
44. Félix Février (arr. Charleroi-Thuin; libéral)
45. Théophile Finet[1] (arrts du Luxembourg)
46. Armand Fléchet (arr.Liège)
47. Prosper Hanrez[1] (arr . Bruxelles; libéral)
48. Jean-Baptiste Henderickx[1] (arr. Bruxelles)
49. Auguste Houzeau de Lehaie (arr. Charleroi-Thuin; socialiste)
50. Armand Hubert (arr.Mons-Soignies)
51. Emile Huet (arr. Tournai-Ath)
52. Jules Keppenne[1] (arr. Liège)
53. Auguste Lambiotte[1] (arr. Bruxelles)
54. Louis Le Clef[1] (arr. Anvers)
55. Armand Libioulle (arr.Charleroi-Thuin)
56. Hippolyte Lippens (arr. Gand-Eeklo; libéral) (+ 31.12.1906) remplacé par Camille De Bast
57. Alfred Magis (arr.Liège)
58. Ernest Mélot [1] (arrts de Namur)
59. Henri Mertens (nl) (arr. Termonde-Saint-Nicolas; catholique)
60. Edmond Mesens[1] (arr. Bruxelles)
61. baron Adile Mulle de Terschueren[1] (arr. Roulers-Tielt)
62. Léon Naveau (arr. Huy-Waremme)
63. baron Alfred Orban de Xivry[1] (arrts. du Luxembourg)
64. Paul [1] (arr. Courtrai-Ypres)
65. Édouard Peltzer de Clermont [1] (arr.Verviers; libéral)
66. Paul Raepsaet (arr. Audenarde-Alost)
67. Jules Roberti[1] (arr. Louvain)
68. Henri Sainctelette (arr. Mons-Soignies)
69. vicomte Alfred Simonis (arr.Verviers)
70. Edmond Steurs (arr. Charleroi-Thuin; libéral)
71. Alphonse Stiénon du Pré (arr. Tournai-Ath)
72. comte Arnold 't Kint de Roodenbeke (arr. Gand-Eeklo; catholique)
73. Armand Van den Nest[1] (arr. Anvers)
74. Paul Vandenpeereboom[1] (arr. Courtrai-Ypres)
75. Léon Vanderkelen[1] (arr. Louvain)
76. Eugène Van de Walle[1] (arr.Anvers)
77. comte René Van de Werve[1] (arr. Malines-Turnhout)
78. Alphonse van de Velde (arr. Mons-Soignies)
79. Léon Van Ockerhout (arr. Bruges)
80. Verbeke (arr. Furnes-Dixmude-Ostende)
81. Charles Van Vreckem (arr. Audenarde-Alost)
82. Astère Vercruysse de Solart (arr.Gand-Eeklo)
83. Georges Vercruysse (nl)[1] (arr. Courtrai-Ypres)
84. Adolphe Verspreeuwen[1] (arr. Anvers)
85. baron Edmond Whettnall, questeur (arr. Hasselt-Tongres-Maaseik)
86. Samson Wiener[1] (arr. Bruxelles)

### provinciaux
1. Arthur Bastien
2. [1] Albert Cappelle
3. [1] Alfred Claeys-Boúúaert
4. marquis Albert de Beauffort[1]
5. Auguste Cools[1]
6. De Coster[1] (+ 1905)
7. baron Paul de Favereau[1],[3]
8. comte Oswald de Kerchove de Denterghem (+ 1906) remplacé par Antoine Vanderborght le 8 mai 1906.
9. Emile Delannoy[1]
10. Théophile de Lantsheere[1] remplacé en 1905 par Raphael de Spot (nl)
11. baron Hermann della Faille d'Huysse
12. baron Armand de Pitteurs Hiégaerts[1]
13. Ferdinand Elbers[1]
14. Victor Fris[1]
15. comte Eugène Goblet d'Alviella[1], 2e secrétaire
16. Georges Grimard
17. Émile Henricot[1]
18. MgrEugène Keesen
19. Henri La Fontaine
20. Théodore Léger
21. Henri Lejeune-Vincent (démissionne en 1906) remplacé par Charles Magnette
22. François-Guillaume Meyers
23. Edmond Picard
24. Edmond Piret-Goblet
25. Florent Poncelet[1] (démissionne 30.03.1907) remplacé 15.04.1907 par Eugène Mincé du Fontbaré
26. Octave Selb[1]
27. Jules Vandenpeereboom